# Virus (englische Metalband)
Virus ist eine englische Thrash-Metal-Band aus London, die im Jahr 1986 gegründet wurde, sich 1990 auflöste und 2008 wieder zusammenfand.

## Geschichte
Die Band wurde im Jahr 1986 von dem Gitarristen und Sänger Henry Heston und dem Schlagzeuger Tez Kaylor gegründet. Noch im selben Jahr kam John D. Hess als Bassist zur Besetzung. Die Band war noch im selben Jahr erstmals auf dem Sampler Fast Forward to Hell mit den Liedern Malignant Massacre und T.N.T. zu hören. Ein Jahr später kam Coke Finlay als Gitarrist zur Besetzung. Im selben Jahr folgte das erste Album Pray for War über Metalworks Records. Ein Jahr später schloss sich das zweite Album Force Recon bei demselben Label an. Ihren ersten Auftritt hielt die Band zusammen mit Suicidal Tendencies und Chelsea in London ab. Bis zu ihrer Auflösung im Jahr 1990 war die Gruppe zusammen mit Gruppen wie Megadeth, Death Angel, Nuclear Assault, Lääz Rockit, Cro-Mags, Kreator, Celtic Frost, Voivod, Sabbat, Acid Reign, Overkill, Lawnmower Deth, Napalm Death, Sacrilege B.C. und Carcass aufgetreten. Zudem war auch eine US-Tour mit Death geplant, die jedoch abgesagt werden musste. Im Jahr 1989 erschien zudem noch ein weiteres Album namens Lunacy. Der Versuch von Kaylor und Heston, die Band im Jahr 1990 in den USA neu zu gründen, schlug fehl.
Im Jahr 2008 gründete Coke Finlay die Band für einen Auftritt neu. Da die weiteren Mitglieder bei der Neugründung nicht teilnehmen wollten, stellte Finlay eine neue Besetzung zusammen. Neben Finlay bestand die Band nun aus dem Schlagzeuger Dave Sherwood, dem Bassisten Matt Cooper und dem Gitarristen Sam Brandon. Cooper wechselte später zur E-Gitarre, woraufhin Steve Taylor als Bassist zur Band kam. Taylor wiederum wurde kurze Zeit später durch Max Edwards ersetzt. 2008 hielt die Band zudem weitere Auftritte ab zusammen mit Lawnmower Deth, Gama Bomb, Savage Messiah und Discharge. Im Jahr 2009 folgte die EP Raped by Mutants. Anfang 2010 verließen Dave Sherwood und Matt Cooper die Band, woraufhin der Bassist Paul James und der Schlagzeuger Darren „Rusty“ Rust zur Band kamen. Etwas später im selben Jahr kam Scott Lauzon als Gitarrist zur Besetzung. 2011 und 2012 folgten Auftritte in Europa, darunter Auftritte in Spanien, Norwegen und Bulgarien. Zudem trat die Band auf dem Hammerfest 2012 und dem Bulldog Bash 2012 auf und spielte zwei Konzerte zusammen mit D.R.I. Danach verließ Lauzon die Band wieder. Momentan besteht die Band aus dem Gitarristen Stuart Layne, dem Gitarristen und Sänger Coke Finlay, dem Schlagzeuger Darren Rust und dem Bassisten Paul James. Im Jahr 2013 schloss sich die nächste EP A New Stain of an Old Disease an.

## Stil
Oliver Klemm vom Metal Hammer nahm das Debüt Pray for War negativ auf. Die Produktion sei grauenhaft und das Schlagzeug seien „stupide hämmernde Blechtrommeln, die mehr neben als im Takt liegen“, während man „schiefen, gekotzten Gesang, der selbst Sepultura-Max die Ehre gebietet“ höre. Auch Uwe Schnädelbach vom Metal Hammer nahm das Folgealbum Force Recon kaum positiver auf. In seiner Rezension zu dem Album stellte er nochmal fest, dass der Vorgänger „definitiv zu den miesesten Veröffentlichungen des Jahres 1987 gehörte“. Mit Force Recon habe sich die Gruppe jedoch „gewaltig gesteigert“, jedoch „wenn der Gesang von Henry Heston, der zudem auch noch die Klampfe bedient, einsetzt und die Gruppe anfängt, loszuknüppeln, wird dem Zuhörer speiübel“. Laut Wolfram Küper vom Rock Hard „gehörten [Virus] in den Achtzigern zur Speerspitze der britischen Thrash-Metal-Welle“. Auf A New Stain of an Old Disease biete die Band kompromisslosen Thrash Metal, wobei „Gama Bomb und Onslaught die Aushängeschilder des britischen Thrash Metal“ seien. Auf der EP covere die Band zudem das The-Proclaimers-Lied I’m Gonna Be (500 Miles).
Martin Popoff schrieb in seinem Buch The Collector’s Guide of Heavy Metal Volume 2: The Eighties, dass die Band auf Pray for War Thrash Metal vergleichbar mit der Musik von Slayer spiele, wobei man den Liedern einen Punk-Einfluss anhören könne. Force Recon verglich Popoff die Band in Liedern wie No Return mit Voivod.

## Diskografie
- 1987: Pray for War (Album, Metalworks Records)
- 1988: Force Recon (Album, Metalworks Records)
- 1989: Lunacy (Album, Metalworks Records)
- 1993: Warmonger the Compilation (Kompilation, Mia Records)
- 2008: Virus (Kompilation, Eigenveröffentlichung)
- 2009: Raped by Mutants (EP, Eigenveröffentlichung)
- 2013: A New Strain of an Old Disease (EP, Killer Metal Records)